# NTSC
NTSC је скраћеница за (енгл. National Televison System Committee) Национални комитет за телевизијски систем. То је аналогна телевизија, која се користи у Северној Америци, већини земаља Јужна Америка, Јужној Кореји, Јапану, Бурми, на Филипинима, Тајвану и неким пацифичким острвима. Ово је такође назив и за америчку организација за развој радиодифујзије. Први NTSC стандард је успостављен 1941. године.
Године 1953. је објављена друга измењена верзија NTSC стандарда. У САД-у је НТСЦ замењем дигиталном телевизијом 12. јуна 2009. године, док је то планирано да се уради у Канади 31. августа 2011. године.

## Историја
NTSC је установљен 1940. године од стране америчке федералне комисије за комуникације да би се решио сукоб између компанија око представљања националног аналогног телевизијског система у САД. Марта 1941. издати су технички стандарди за црно-беле телевизоре , који су у ствари побољшана верзија препорука из 1936. године .